# Vlietlanden
Vlietlanden is een natuur- en recreatiegebied in de Nederlandse gemeente Midden-Delfland dat wordt beheerd door Natuurmonumenten. Het laagveengebied ligt tussen Vlaardingen, Maassluis, Maasland en Schipluiden. Vliet is een Oudnederlands woord voor waterloop.
Vlietlanden is een zeer waterrijk gebied, met een aantal vaarwateren zoals de Noordvliet, de Middelvliet Middelvliet en de Boonervliet. Deze drie vlieten beginnen bij de Vlaardingervaart en lopen in zuidwestelijke richting naar Maassluis. De Noordvliet en de Middelvliet gaan dwars door het centrum van Maassluis en eindigen aldaar bij (vroegere) sluizen; de Boonervliet loopt langs de oostrand van Maassluis richting de Nieuwe Waterweg. Centraal in de Vlietlanden liggen de Foppenplas - een recreatieplas met een jachthaven, ingeklemd tussen de Middelvliet en de Boonervliet - en het Bommeer. In de zomermaanden vaart er vanaf het Bommeer het voetveer De Kwakel dat recreanten (eventueel met fiets) overvaart van de Broekpolder, via café 't Jachthuis naar de Kwakelweg in de Duifpolder en vice versa.

## Geschiedenis
Vlietlanden, soms aangeduid als de Maaslandse Vlietlanden, is als een van de weinige laagveengebieden in Nederland nooit ingepolderd. Het veen is daardoor niet ingeklonken, het gebied ligt twee meter hoger dan de omringende polders. Voordat in de middeleeuwen met het wegmalen van water werd begonnen lagen alle polders in Nederland zo hoog. Vlietlanden is een van de weinige overgebleven oorspronkelijke laagveengebieden ter wereld. Daarnaast kent het gebied, met zijn moerasbossen, veenmosrietlanden en vogelrijke hooilanden, een lange cultuurhistorie. Door grondboringen is vastgesteld dat er een soort terpen werden opgeworpen waarop boerderijen werden gebouwd. Er zijn aardewerkscherven uit de dertiende en veertiende eeuw gevonden, die duiden op bewoning in die tijd. Na de onderwaterzetting van het buitengebied bij het begin van de opstand tegen Spanje verdween de bewoning van het gebied. Het  veengebied was slechts geschikt als hooiland. Na 1945 stopten steeds meer boeren met hooien omdat dit door de moeilijke bereikbaarheid en de lage opbrengst economisch niet meer rendabel was. Vanaf dat moment is Natuurmonumenten gebied gaan aankopen. Sinds 1949 bezit en beheert deze organisatie in totaal 87 hectare. Voor het behoud en de bevordering van de natuurwaarden is belangrijk dat het beheer van de hooilanden gedaan wordt zoals dat door de boeren door de eeuwen heen gedaan werd en dat de rietlanden worden gemaaid, anders zou het gebied binnen de korte tijd veranderen in riet- en moerasbos. Sinds 2010 is er ook  begrazing door schapen.

## Flora en fauna
In de elzenbomen broedt een kolonie blauwe reigers. Roofvogels die er worden waargenomen zijn de bruine kiekendief, blauwe kiekendief, buizerd, sperwer, havik en valken. Het gebied trekt vogels als de lepelaar, roerdomp en verschillende reigersoorten, maar ook voor de kievit, grutto en andere weidevogels is het een belangrijk gebied. Een bijzondere zoogdiersoort die in de Vlietlanden voorkomt, is de noordse woelmuis. De hooilanden worden omringd door water waardoor deze bedreigde muizensoort hier veilig is voor de vos. De rietlanden zijn rijk aan bijzondere planten als kamvaren en veenmossen. Op de voedselarme hooilandjes bloeien in het voorjaar een groot aantal soorten, waaronder de op de Rode Lijst staande brede orchis en het moeraskartelblad. Ook de oevers van Boonervliet en Vlaardingervaart zijn van belang vanwege de aanwezigheid van een grote verscheidenheid aan planten. 

## Toegankelijkheid
Vlietlanden wordt beheerd door Natuurmonumenten. Het is niet toegankelijk over land, maar ter plaatse kan men kano's en roeibootjes huren. Ook vanaf omringende kades en fietspaden krijgt men een indruk van het gebied. Een beschreven wandelroute om het gebied heen is zeventien kilometer lang.
Het is niet toegestaan oevers en hooilandjes te betreden, ze zijn te kwetsbaar, te nat en te moerassig. De graskade en fietspaden langs de oevers bieden zicht op de Vlietlanden en de bloemrijke oevers. De beheerder verzorgt regelmatig wandel- en vaarexcursies. Kenners vertellen dan over de geschiedenis, de natuur en de beheerwerkzaamheden.

## In de literatuur
De Vlietlanden vormen een regelmatig terugkerend onderwerp in romans en verhalen van de Nederlandse schrijver en bioloog Maarten 't Hart.

## Fotogalerij

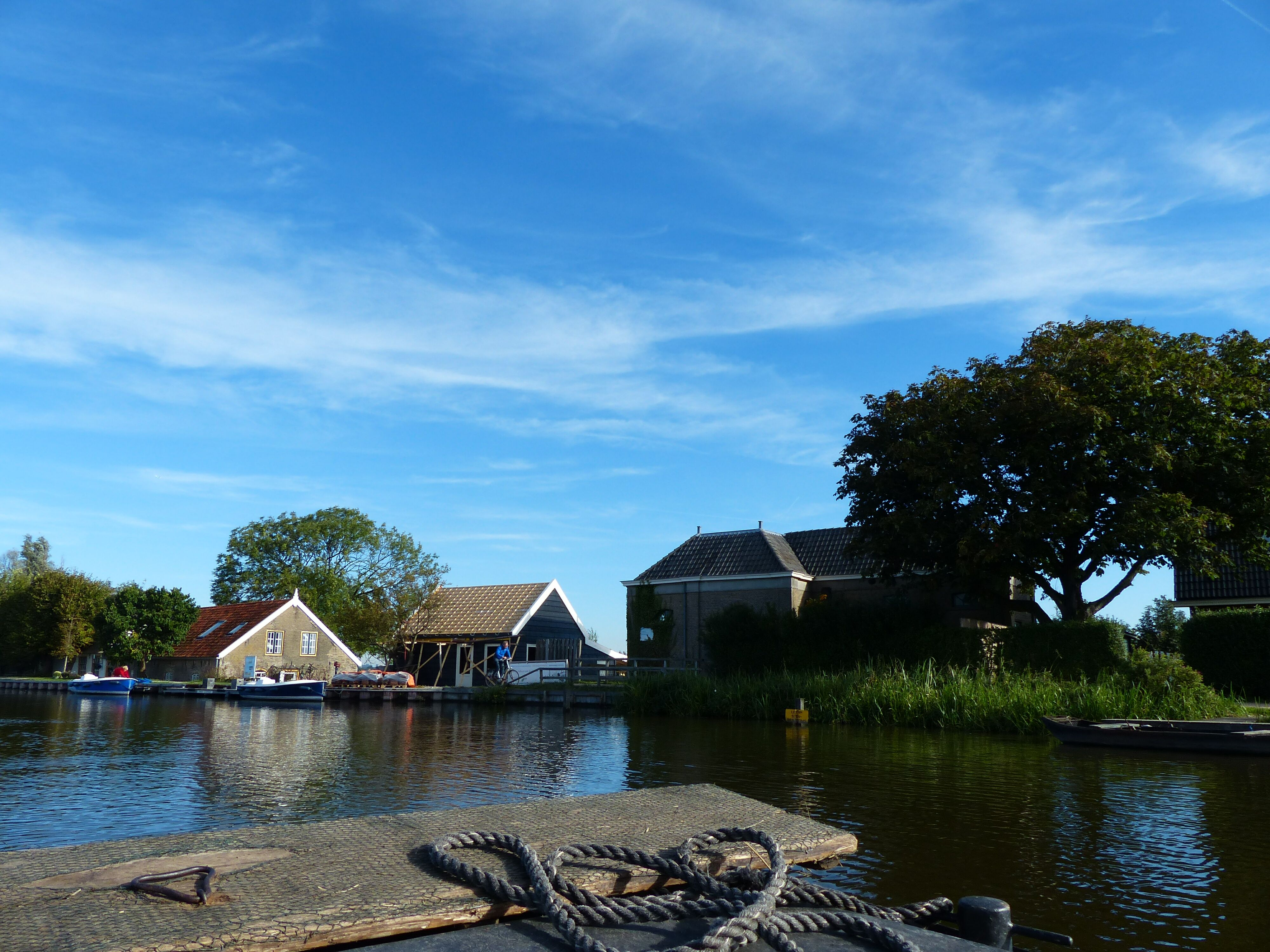
Vlaardingse Kade
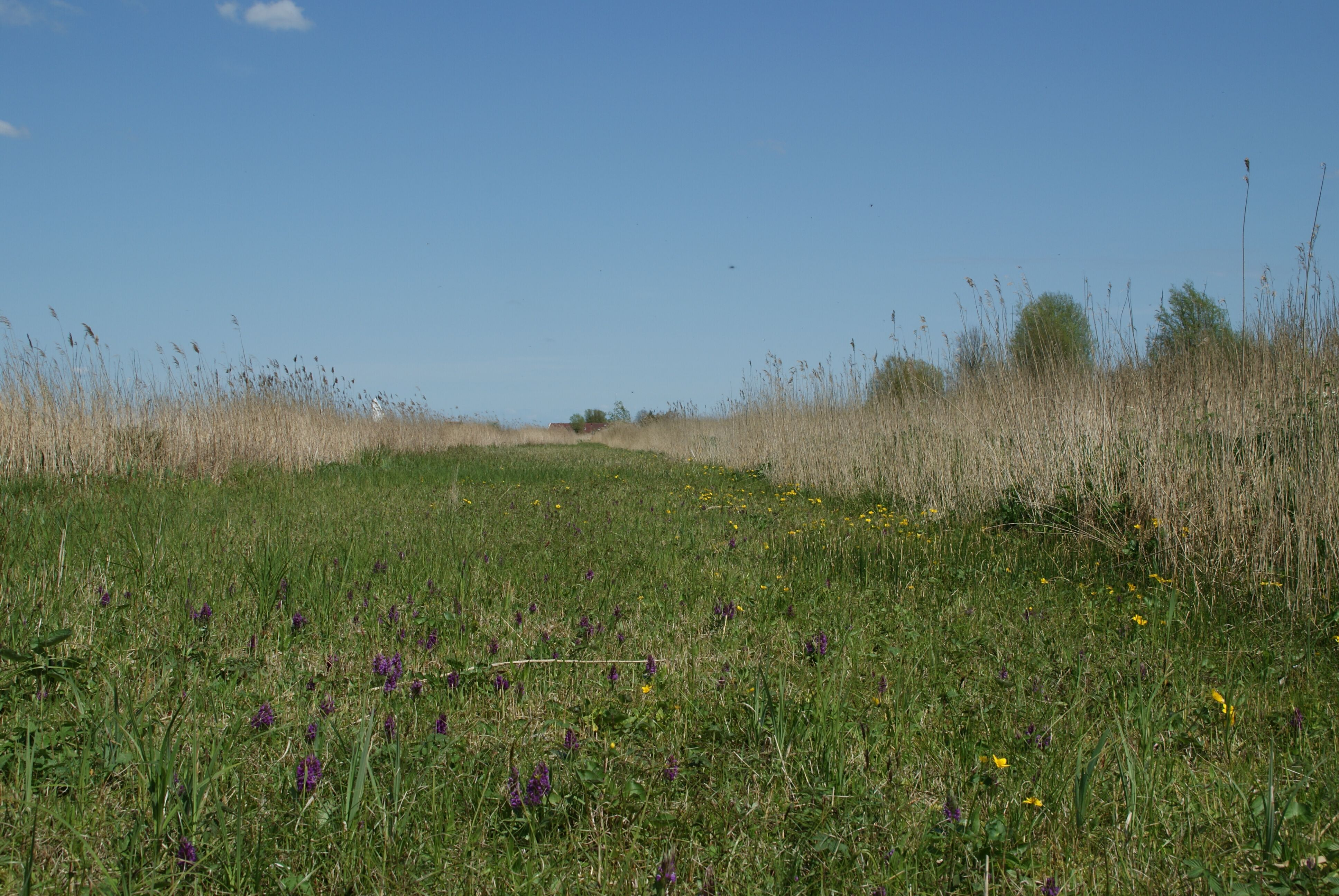
Bloemrijk hooilandje
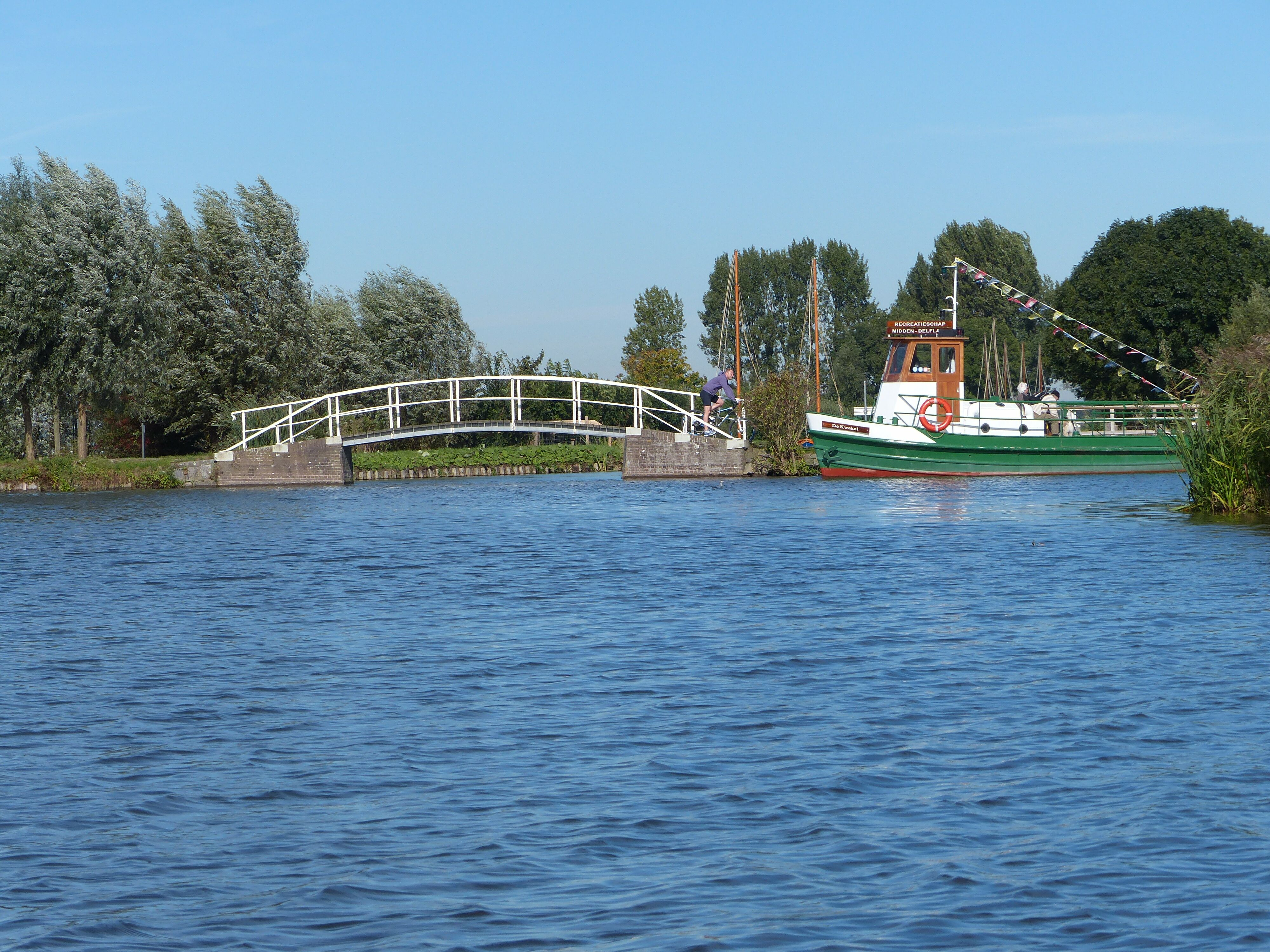
Jaagpadbruggetje en veerpont de Kwakel
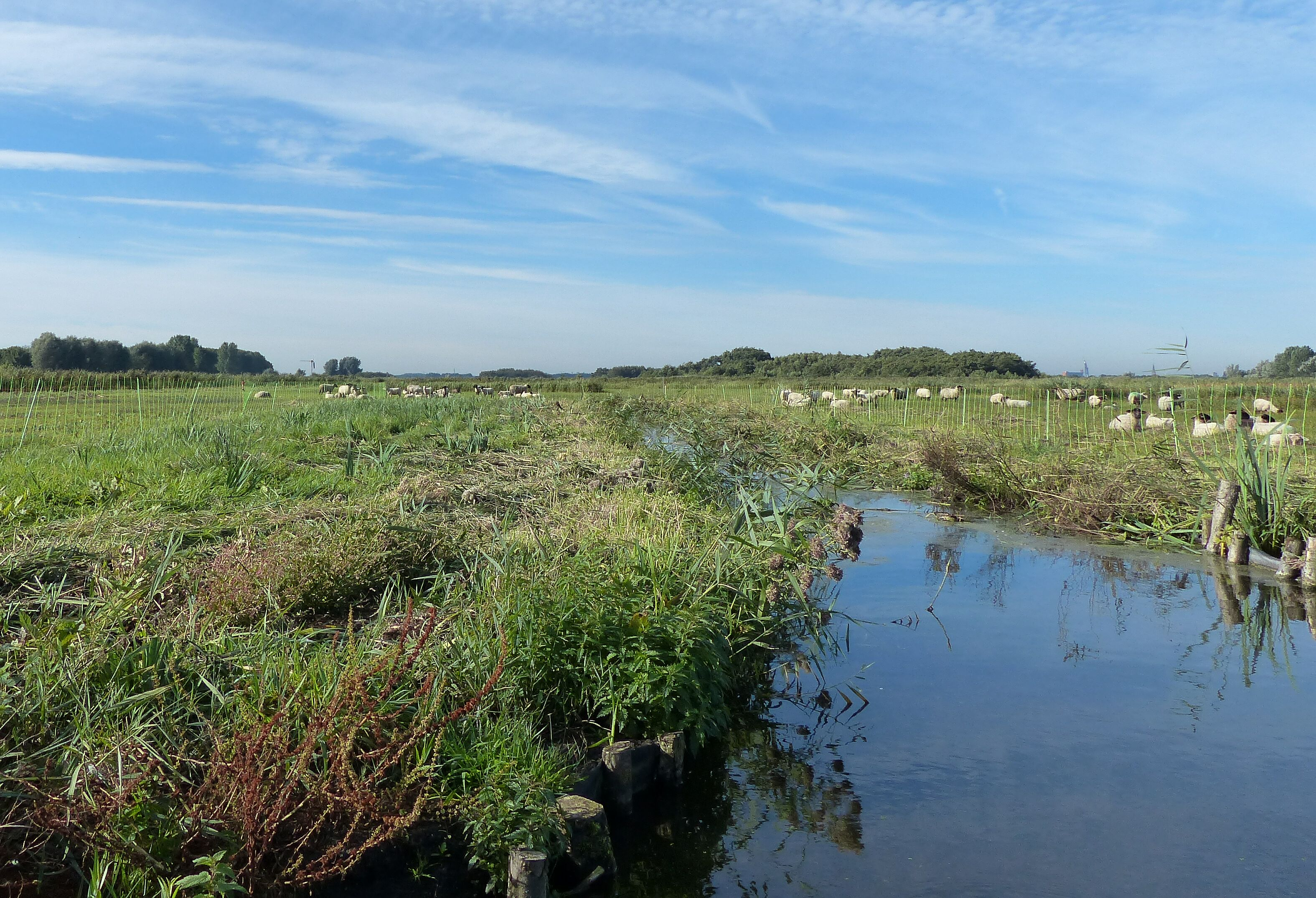
Hooilandjes worden begraasd door schapen
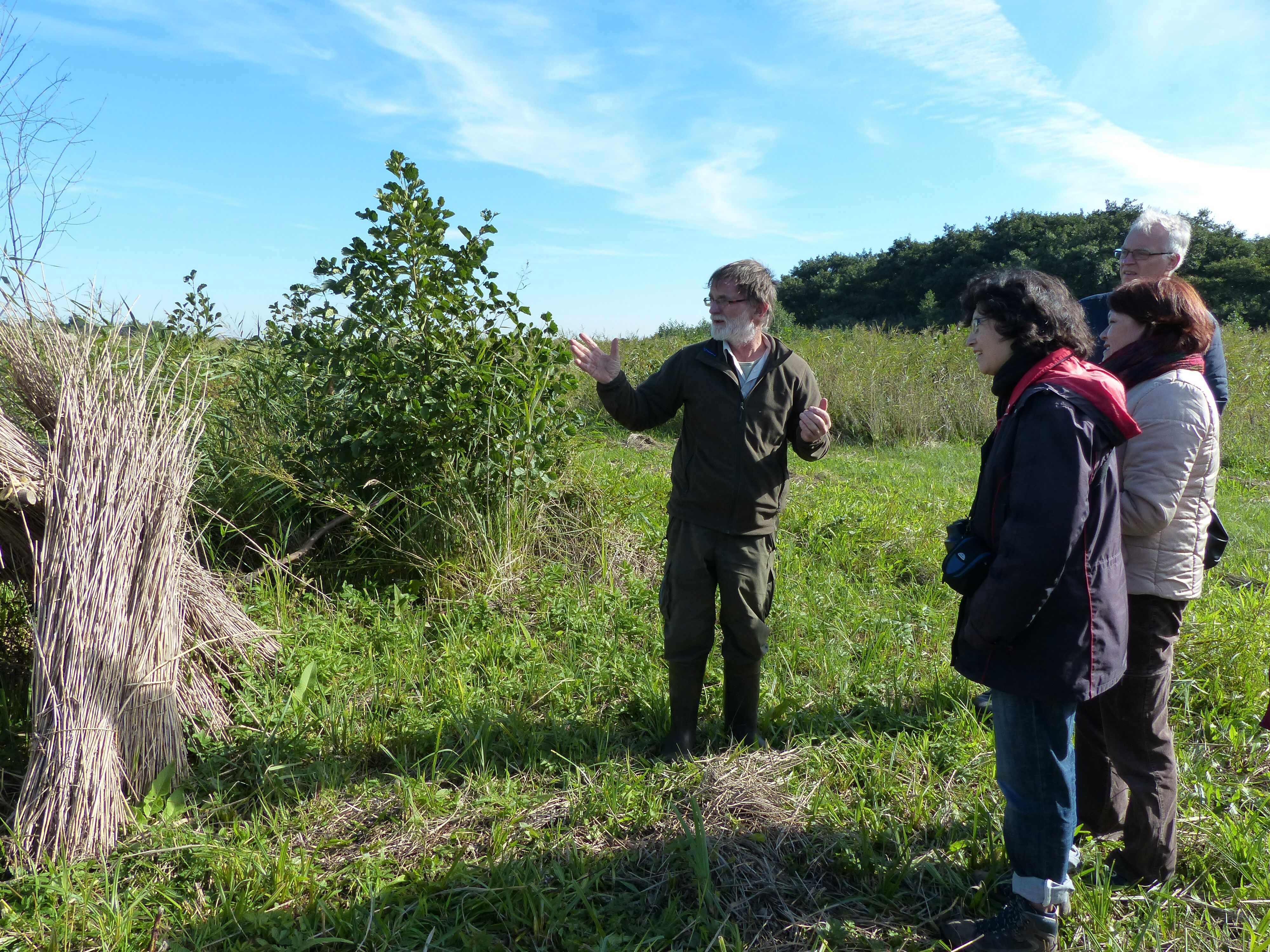
Excursie
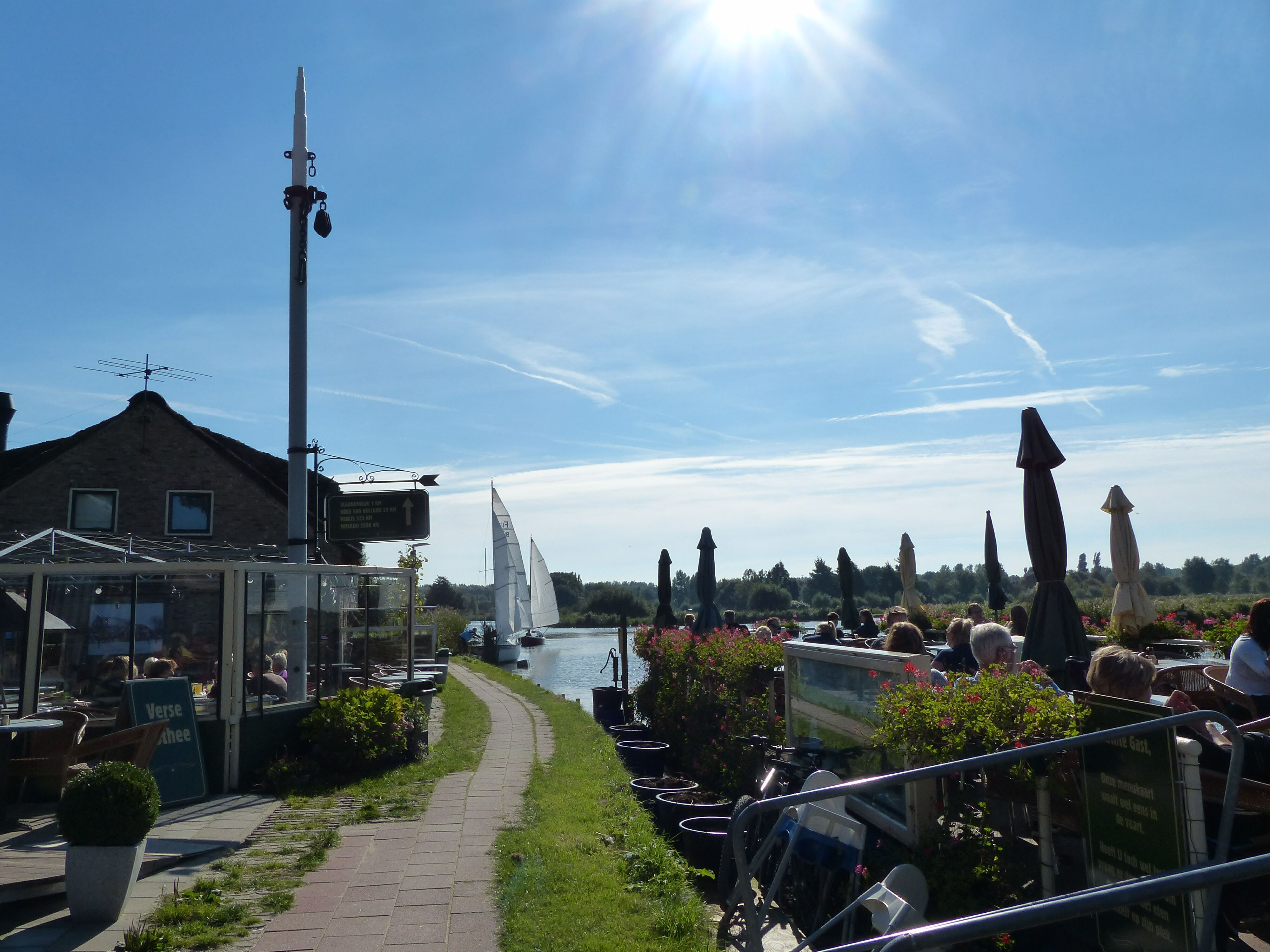
Terras op het water en bootverhuur
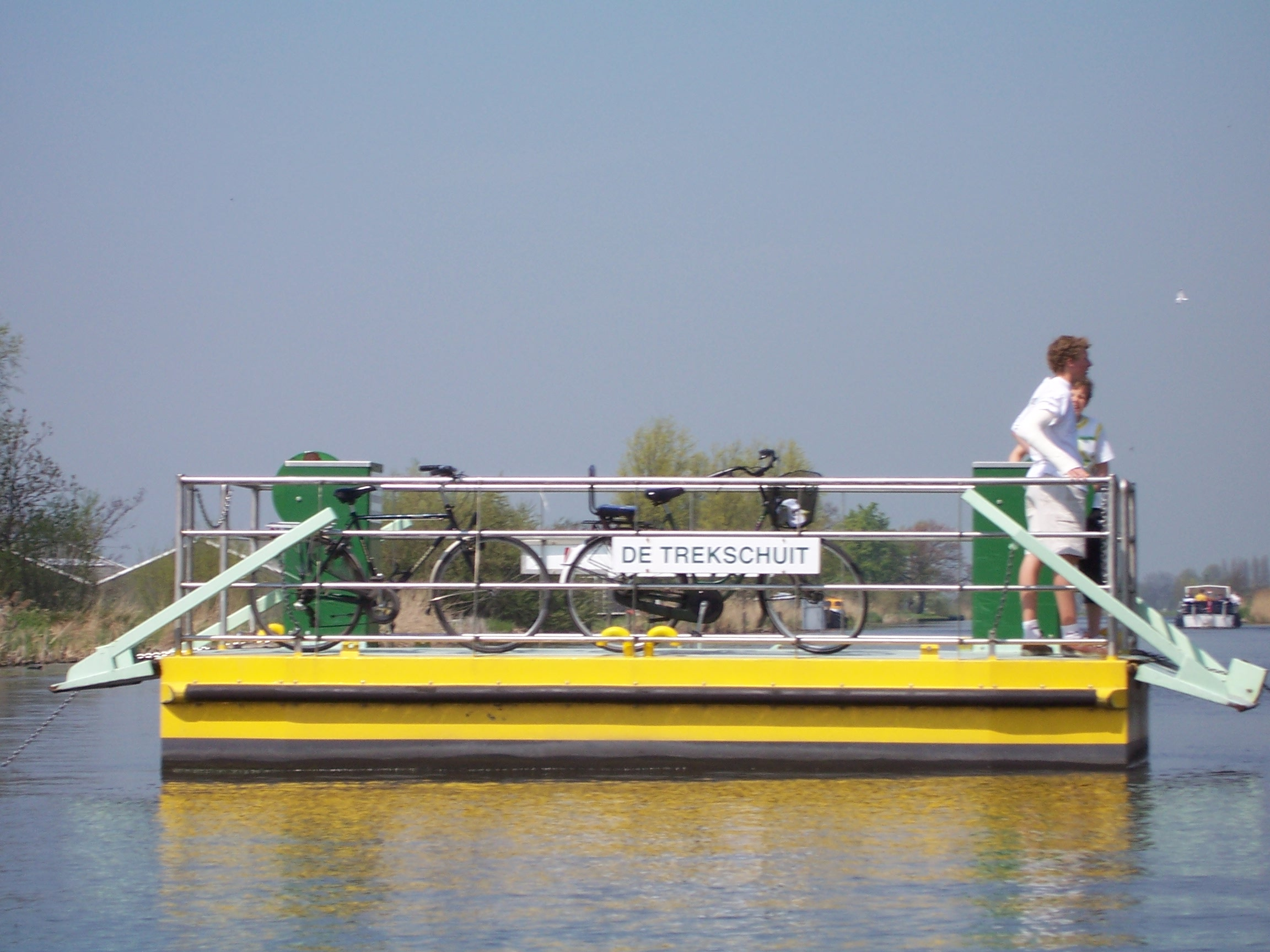
Voetveer